# Kebonalas
Kebonalas is een bestuurslaag in het regentschap Klaten van de provincie Midden-Java, Indonesië. Kebonalas telt 1459 inwoners (volkstelling 2010).